# Mzurowa
Mzurowa – wieś w Polsce położona w województwie świętokrzyskim, w powiecie jędrzejowskim, w gminie Sobków. Ma status sołectwa.

## Części miejscowości
| SIMC    | Nazwa    | Rodzaj     |
| ------- | -------- | ---------- |
| 0270521 | Kurzaków | przysiółek |
| 0270538 | Wymysłów | przysiółek |
| 0270544 | Zielonki | osada      |

W latach 1975–1998 miejscowość administracyjnie należała do województwa kieleckiego.

## Historia
Czterej synowie Floryana z Mokrska dzielą się w roku 1413 licznymi włościami. Jeden z nich Mikołaj dostaje Mokrsko z zamkiem, Wolę w Osowej, Mzurową, Michow, Bizorendę (Paprocki, Herby, 258).
W wieku XIX Mzurowa, wieś w powiecie jędrzejowskim gminie Mnichów.
Według spisu z 1827 r. 24 domów, 107 mieszkańców.